# Sector Crític de Comissions Obreres
El sector crític de Comissions Obreres fou un corrent minoritari i organitzat dins el sindicat espanyol Comissions Obreres, formada arrel del congrés de 1996 per Agustín Moreno García, que el va encapçalar amb altres sis membres de l'Executiva confederal de Comissions Obreres (Guillermo Ballina, Salce Elvira, María Victoria Martinez, Antonio Rodrigo Torrijos, Pedro San Frutos i Juan Ignacio Valdivieso).
Els seus membres es denominaven freqüentment crítiCCOOs. Els seus membres advoquen per una volta als postulats sindicals sociopolítics i de classe, més nítidament vinculats als partits d'esquerra, especialment al Partit Comunista d'Espanya, enfront de la política oficial del sindicat iniciada amb Antonio Gutiérrez Vegara, i que consideraven fracassada, que feia prevaldre el diàleg social, que consisteix en la negociació i el diàleg amb el Govern, la CEOE i UGT per obtenir resultats per als treballadors abans de l'enfrontament permanent, Defensant una estratègia més equilibrada entre negociació i mobilització seguint el model de la Vaga general d'Espanya de 2002. Van elaborar un document d'alternatives analítiques, programàtiques i organitzatives per articular la defensa dels treballadors en un sindical de classe, reivindicatiu, democràtic, plural, sociopolític i unitari, i la defensa d'una societat més justa, lliure i solidària.
El sector crític comptava amb el suport explícit de l'expresident i exsecretari general Marcelino Camacho. En el VI congrés del sindicat, en 1996, que va significar el trencament amb el PCE els seus delegats van obtenir a l'entorn d'un 23% de la representació del sindicat, i el resultat va provocar la renúncia de Camacho a la direcció, però la representació va augmentar al 30% en el congrés de 2004, després d'anys de sentir-se exclosos en la direcció de José María Fidalgo Velilla, en el que Moreno va presentar per primer cop en la història del sindicat la seva candidatura a la direcció del sindicat que es va enfrontar a Fidalgo. En 2008 Moreno ja no es va presentar a l'executiva i els membres del sector crític van formar part de la candidatura de Ignacio Fernández Toxo que va derrotar José María Fidalgo, a qui criticaven pel seu recolzament a l'energia nuclear, i en 2013 va tornar a formar part de la candidatura unitària de Fernandez, que optava a la reelecció, i els sector va quedar integrat a l'organització.